# Dunnia sinensis
Dunnia sinensis är en måreväxtart som beskrevs av William James Tutcher. Dunnia sinensis ingår i släktet Dunnia och familjen måreväxter. Inga underarter finns listade i Catalogue of Life.